# Паттерсон Тауншип (округ Бівер, Пенсільванія)
Паттерсон Тауншип (англ. Patterson Township) — селище (англ. township) в США, в окрузі Бівер штату Пенсільванія. Населення — 3129 осіб (2020).

## Демографія
Згідно з переписом 2010 року, у селищі мешкало 3029 осіб у 1400 домогосподарствах у складі 840 родин. Було 1483 помешкання
Расовий склад населення:
| - 95,9 % — білих - 2,1 % — чорних або афроамериканців - 0,5 % — азіатів - 0,1 % — корінних американців |

До двох чи більше рас належало 1,1 %. Частка іспаномовних становила 1,6 % від усіх жителів.
За віковим діапазоном населення розподілялося таким чином: 18,6 % — особи молодші 18 років, 56,7 % — особи у віці 18—64 років, 24,7 % — особи у віці 65 років та старші. Медіана віку мешканця становила 47,9 року. На 100 осіб жіночої статі у селищі припадало 90,6 чоловіків;  на 100 жінок у віці від 18 років та старших — 87,1 чоловіків також старших 18 років.
Середній дохід на одне домашнє господарство  становив 75 867 доларів США (медіана — 52 440), а середній дохід на одну сім'ю — 104 583 долари (медіана — 76 210). Медіана доходів становила 52 625 доларів для чоловіків та 40 909 доларів для жінок. За межею бідності перебувало 5,9 % осіб, у тому числі 9,7 % дітей у віці до 18 років та 2,4 % осіб у віці 65 років та старших.
Цивільне працевлаштоване населення становило 1399 осіб. Основні галузі зайнятості: освіта, охорона здоров'я та соціальна допомога — 26,4 %, виробництво — 13,9 %, роздрібна торгівля — 10,5 %, науковці, спеціалісти, менеджери — 7,8 %.